# Krottenbach, Mühlhof
Krottenbach, Mühlhof ist ein statistischer Bezirk im Süden Nürnbergs. Er gehört zum Statistischen Stadtteil 5 “Südwestliche Außenstadt” und umfasst die Nürnberger Stadtteile Krottenbach, Gerasmühle, Lohhof, Holzheim und Mühlhof. Der Bezirk besteht aus den Distrikten 550 Lohhof, Gerasmühle, 551 Mühlhof, 552 Krottenbach und 553 Holzheim.